# 俄羅斯平底船
俄羅斯平底船（俄语：Шитик）是一種小型寬底船。

## 詞源
這艘船名稱的起源有兩個基本的解釋。第一個涉及俄语：一詞。這是一個動詞，意思是“縫製”。

## 性能
| 長度     | 12（39英尺） – 15（49英尺） |
| 寬度     | 3（9.8英尺） – 4（13英尺）  |
| 拔模     | 0.18（0.59英尺）            |
| 高度     | 0.8（2.6英尺）              |
| 承載能力 | 15 – 24 噸                  |